# Gerald Ciolek
Gerald Ciolek (Keulen, 19 september 1986) is een voormalig Duits wielrenner. In 2013 won hij de wielerklassieker Milaan-San Remo.

## Biografie
Vanaf 2004 begon Ciolek serieus met wielrennen. Zo won hij als 2de jaars junior een etappe in de Ronde van Nedersaksen voor junioren.
In 2005 kwam hij uit voor AKUD - Arnolds Sicherheit, bij deze continentale ploeg kon hij zowel voor de profs als bij de beloften uitkomen. Zo won hij een etappe in de prestigieuze Mainfranken-Tour. In juli wist hij als amper 18-jarige verrassend het Duits Kampioenschap op de weg te winnen, voor de gevestigde waarden Robert Förster en 2-voudig kampioen Erik Zabel te kloppen. De trui bracht hem geluk, want hij wist in dit seizoen nog 3 etappezeges te behalen in de Ronde van Hongarije.
Ook in 2006 begon hij weer sterk. Uitkomend voor Wiesenhof-AKUD werd hij 3de in de slotetappe van de Driedaagse van West-Vlaanderen. Later won hij een etappe in de Ronde van Duitsland en behaalde daar ook veel ereplaatsen. Daarnaast werd hij tweede in de Rund um den Henninger-Turm en vijfde in de Vattenfall Cyclassics. In september 2006 werd hij wereldkampioen op de weg bij de beloften in het Oostenrijkse Salzburg, Romain Feillu en Alexander Khatuntsev vervolledigden het podium.
In 2007 zette Ciolek de stap naar de ProTour, bij T-Mobile Team het grootste team van zijn land. Hij begon wederom sterk door in februari 2e en 3e te worden in respectievelijk de 4e en 7e etappe van de Ronde van Californië. Een maand later behaalde hij zijn eerste overwinning van het seizoen, hij wist zich de snelste tijdens de 3de etappe van de Ronde van Nedersaksen. Hij eindigde ook als 3de in het eindklassement. Later dat seizoen won hij nog de eindklassering in de Ronde van Rijnland-Palts, 2 etappes in de Ronde van Oostenrijk en 3 in die van Duitsland. Hij sloot zijn seizoen af met nog een etappezege in de Drei-Länder-Tour.
Eind 2007 besliste hoofdsponsor T-Mobile zich met onmiddellijke ingang terug te trekken uit de wielersport. De reden hiervoor was het feit dat Patrik Sinkewitz toegaf dat er in de jaren 1990 sprake was van stelselmatig dopinggebruik bij het Team. In 2008 ging het team verder onder de naam Team High Road. Ciolek begon zijn seizoen goed, maar op zijn eerste overwinning was het wachten tot de openingsetappe tijdens de Ronde van Beieren. Een dag later eindigde hij 2de achter Olaf Pollack en nog een dag later wist hij zijn 2de rit te winnen. Door zijn stijgende vorm besliste zijn team hem te selecteren voor de Ronde van Frankrijk. Hij stond vooral in voor het aantrekken van sprints voor Mark Cavendish. Nadat deze opgaf ging hij zijn eigen weg, met als beste resultaat een 2de plek in de 21ste rit.
In 2009 veranderde hij opnieuw van team, hij tekende een contract bij Team Milram. Bij deze Duitse pro tour ploeg werd hij de absolute kopman. Na een moeilijk seizoensbegin begon hij tegen de Tour onder stoom te komen. Dankzij een 5de plaats in de 5de rit, een 4de in de 6de rit en een 3de plek in de 19de rit eindigde hij 3de in het Puntenklassement met meer dan 100 punten achterstand op Thor Hushovd. Later trok hij zijn goede vorm door in de Ronde van Spanje. Tijdens de 2de etappe die op Nederlandse bodem gereden werd wist hij in een massaspurt Fabio Sabatini voor te blijven, en voor het eerst een rit in een grote wielerronde te winnen.
Ook in 2010 reed hij voor Milram, dit seizoen was de Ronde van Frankrijk opnieuw het grote doel. In de 5de rit leek hij op weg naar winst, enkel Mark Cavendish moest hij laten voorgaan. Ook een dag later roerde hij zich in de massasprint, nu moest hij tevreden zijn met een 5de plek. In oktober raakte bekend dat Milram manager Van Gerwen er niet in was geslaagd was een nieuwe hoofdsponsor te vinden, dit betekende dat Ciolek een nieuwe ploeg moest vinden.
In 2011 tekende hij een contract bij Quick Step, de ploeg van Tom Boonen. Bij deze Belgische ploeg reed hij samen met jeugdvriend en trainingsmakker Andreas Stauff. Het was een jaar van net niet voor Ciolek. Hij behaalde ereplaatsen in de Ronde van de Algarve, het nationaal kampioenschap en de Vattenfall Cyclassics. In deze laatste race leek hij na mooi werk van zijn ploeg naar winst af te stevenen, maar op enkele meters van de streep werd hij nog voorbijgesneld door de Noor Edvald Boasson Hagen. Nu eindigde hij na 2 3de plaatsen in 2007 en 2009 voor de 3de maal op het podium.
Voor 2012 leek er beterschap op komst. Dankzij een snelle overwinning in de Ronde van de Algarve leek hij vertrokken voor een goed seizoen. Hij trok de lijn echter niet door en kreeg op het einde van het seizoen van Patrick Lefevere te horen dat hij het team moest verlaten.
Vanaf het seizoen 2013 rijdt hij zijn wedstrijden voor het Zuid-Afrikaanse MTN-Qhubeka, dat uitkomt in de Continentale circuits van de UCI. Ondanks de kleine status van zijn team mocht hij toch starten in grote wedstrijden als Omloop Het Nieuwsblad, Tirreno-Adriatico en zelfs Milaan-San Remo. In die Milaan-San Remo die in winterse omstandigheden verreden werd wist hij na de beklimming van de Poggio samen met Fabian Cancellara, Peter Sagan en Luca Paolini naar het ontsnapte duo Sylvain Chavanel en Ian Stannard te rijden. Deze groep van zes spurtte voor de eindzege. Hierbij was Gerald Ciolek de snelste voor Peter Sagan. Het was de start van een mooi seizoen waarin hij nog ritten zou winnen  in de Ronde van Oostenrijk en de Ronde van Groot-Brittannië.
In 2016 sloot hij zijn loopbaan af bij het kleine Duitse profteam Cult Energy-Stölting.

## Palmares

### Overwinningen
2005 - 4 zeges
- Duits kampioen op de weg, Elite
- 3e, 7e en 8e etappe Ronde van Hongarije

2006 - 5 zeges
- 3e etappe Jadranska Magistrala
- 1e etappe Cologne Classic (ploegentijdrit)
- 3e etappe Ronde van Duitsland
- 1e etappe Ronde van Tenerife (ploegentijdrit)
- Ronde van Neurenberg

2007 - 8 zeges
- 3e etappe Ronde van Nedersaksen
- Eindklassement Ronde van Rijnland-Palts
- 2e en 8e etappe Ronde van Oostenrijk
- 6e, 7e en 9e etappe Ronde van Duitsland
- 1e etappe Drei-Länder-Tour

2008 - 3 zeges
- 1e en 3e etappe Ronde van Beieren
- 5e etappe Ronde van Duitsland

2009 - 2 zeges
- Trofeo Magaluf-Palmanova
- 2e etappe Ronde van Spanje

2010 - 1 zege
- 3e etappe Ronde van Beieren

2012 - 2 zeges
- 4e etappe Ronde van de Algarve
- 2e etappe B Tour de L'Ain (ploegentijdrit)

2013 - 5 zeges
- 2e etappe Driedaagse van West-Vlaanderen
- Milaan-San Remo
- 3e etappe Ronde van Beieren
- 6e etappe Ronde van Oostenrijk
- 2e etappe Ronde van Groot-Brittannië

2014 - 1 zege
- 3e etappe Ruta del Sol

### Resultaten in voornaamste wedstrijden
| Jaar | Ronde van Italië | Ronde van Frankrijk | Ronde van Spanje |
| ---- | ---------------- | ------------------- | ---------------- |
| 2006 |                  |                     |                  |
| 2007 |                  |                     |                  |
| 2008 |                  | 106e                |                  |
| 2009 |                  | 126e                | opgave (1)       |
| 2010 |                  | 132e                |                  |
| 2011 | opgave           | 150e                |                  |
| 2012 |                  |                     |                  |
| 2013 |                  |                     |                  |
| 2014 |                  |                     | 139e             |
| 2015 |                  |                     |                  |
| 2016 |                  |                     |                  |

| Jaar | Milaan-San Remo | Gent-Wevelgem | Ronde van Vlaanderen | Parijs-Roubaix | Amstel Gold Race | Eschborn-Frankfurt | Cyclassics Hamburg | Omloop Het Nieuwsblad |  | WK op de weg |  | Wereldranglijsten |
| ---- | --------------- | ------------- | -------------------- | -------------- | ---------------- | ------------------ | ------------------ | --------------------- |  | ------------ |  | ----------------- |
| 2006 |                 |               |                      |                |                  | Zilver             | 5e                 |                       |  |              |  |                   |
| 2007 | 27e             |               |                      |                |                  | 28e                | ↑                  |                       |  | opgave       |  | 67e (UPT)         |
| 2008 | opgave          |               |                      |                | 39e              | 12e                | 14e                |                       |  | opgave       |  | 88e (UPT)         |
| 2009 | opgave          |               | 111e                 |                | opgave           | 20e                | ↑                  |                       |  | opgave       |  | 56e (UWK)         |
| 2010 |                 |               |                      |                |                  |                    | opgave             |                       |  |              |  | 148e (UWK)        |
| 2011 |                 | 135e          |                      | 87e            |                  |                    | ↑                  |                       |  |              |  | 71e (UWT)         |
| 2012 | 142e            | 28e           |                      |                |                  |                    | 26e                | 65e                   |  |              |  | 144e (UWT)        |
| 2013 | ↑               |               |                      |                |                  | 5e                 | 21e                | 11e                   |  |              |  | 10e (UWT)         |
| 2014 | 9e              | 17e           | opgave               |                |                  | 14e                |                    | 27e                   |  |              |  |                   |
| 2015 | 59e             | 25e           | opgave               | opgave         |                  |                    | 111e               | 103e                  |  |              |  |                   |
| 2016 |                 |               |                      |                |                  |                    |                    | 44e                   |  |              |  |                   |

| Resultaten in kleinere rondes |                      |                   |                   |                      |                     |
| Jaar                          | Ronde van de Algarve | Tirreno-Adriatico | Ronde van Beieren | Ronde van Oostenrijk | Ronde van Duitsland |
| 2006                          |                      |                   | 51e               |                      |                     |
| 2007                          |                      | 99e               | 42e               | 102e (2 etappes)     | 102e (3 etappes)    |
| 2008                          |                      | opgave            | 5e (2 etappes)    |                      | opgave (1 etappe)   |
| 2009                          | opgave               | 152e              | 82e               |                      |                     |
| 2010                          |                      |                   | 31e (1 etappe)    |                      |                     |
| 2011                          | 98e                  | 132e              |                   |                      |                     |
| 2012                          | 68e (1 etappe)       | 118e              |                   |                      |                     |
| 2013                          |                      | 74e               | 10e (1 etappe)    | 104e (1 etappe)      |                     |
| 2014                          |                      | 121e              |                   |                      |                     |

## Olympische Spelen
- Wegrit mannen 2008: opgave

## Ploegen
- 2005- AKUD-Arnolds Sicherheit (vanaf 28/04)
- 2006- Wiesenhof-AKUD
- 2007- T-Mobile Team
- 2008- Team Columbia
- 2009- Team Milram
- 2010- Team Milram
- 2011- Quick Step
- 2012- Omega Pharma-Quick Step
- 2013- MTN-Qhubeka
- 2014- MTN-Qhubeka
- 2015- MTN-Qhubeka
- 2016- Cult Energy-Stölting